# George Harold Brown
George Harold Brown (Milwaukee (Wisconsin), 14 oktober 1908 - Princeton (New Jersey), 11 december 1987) was een Amerikaans elektrotechnicus. Bij de "Radio Corporation of America" (RCA) leidde hij de ontwikkeling van een kleurentelevisiesysteem dat vandaag de dag nog steeds wordt gebruikt.

## Biografie
Browns vader, een spoorwegbeambte, was van Schotse afkomst, terwijl de familie van zijn moeder Duits was. Hij bezocht de highschool in Portage waar hij als schooljongen al experimenteerde met de bouw van kristalontvangers. Na de highschool studeerde hij elektrotechniek aan de universiteit van Wisconsin-Madison.
Hij was nog student toen hij zomers vakantiewerk uitvoerde op de Test Department van de General Electric Corporation in Schenectady. Tijdens zijn studie won hij twee hoge afstudeerprijzen. Hij ontving zijn Bachelor (bc.) in 1930, gevolgd door zijn Master (M.Sc.) in 1931. In 1933 promoveerde hij voor zijn werk over zendantennes en aardingssystemen. Datzelfde jaar nog trad Brown in dienst van RCA in Camden, waar hij onderzoek deed naar AM-zendantennes.
In 1942 verhuisde hij mee naar het nieuwe onderzoekscentrum van RCA in Princeton. Rond deze tijd ontwikkelde hij radio- en radarantennes voor militaire doeleinden. Voor zijn bijdragen werd hij door het ministerie van oorlog onderscheiden met een "Certificate of Appreciation" (Certificaat van Waardering).
Samen met zijn RCA-collega's ontwikkelde hij een methode om de productie van penicilline te versnellen door middel van radiogolfverwarming (RF-heating). Deze vorm van verwarming werd later ook gebruikt bij de productie van plastic regenjassen, tassen en andere artikelen.
Brown had een roemrijke carrière bij RCA; van directeur van het "Systems Research Laboratory" in 1952 klom hij op tot uitvoerend vicepresident Patents & Licensing in 1968. Van 1965 tot aan zijn pensionering in 1972 was hij lid van RCA's raad van bestuur.

## Persoonlijk
Op tweede Kerstdag 1932 trad Brown in het huwelijk met Elizabeth Ward (1904-1989). Net als hij studeerde zijn vrouw af aan de universiteit van Wisconsin. In 1934 werden hun tweelingzonen geboren. Na een lang ziekbed overleed Brown thuis in Princeton op 79-jarige leeftijd.

## Erkenning
Brown was lid van zowel het Institute of Radio Engineers (IRE) als van het American Institute of Electrical Engineers (AIEE) voordat beide verenigingen opgingen in het Institute of Electrical and Electronics Engineers (IEEE). Van deze organisatie ontving hij in 1967 de IEEE Edison Medal. Daarnaast mocht hij diverse andere belangrijke onderscheidingen in ontvangst nemen, waaronder een eredoctoraat van de universiteit van Rhode Island (1968) en de DeForest Audion Award (1968).